# Argyresthia conspersa
Argyresthia conspersa is een vlinder uit de familie van de pedaalmotten (Argyresthiidae). De wetenschappelijke naam van de soort werd in 1883 gepubliceerd door Arthur Gardiner Butler.